# Andrea Mei (calciatore)
Andrea Mei (Urbino, 18 maggio 1989) è un ex calciatore italiano, di ruolo difensore.

## Caratteristiche tecniche
Il ruolo principale di Mei è il difensore centrale, tuttavia può giocare anche come terzino.

## Carriera

### Club
Arriva all'Inter dalla Vis Pesaro insieme a Luca Gentili nell'estate del 2004, nel 2007 va in prestito al Chievo che lo inserisce nella formazione Primavera. Fa ritorno poi all'Inter dove viene aggregato alla prima squadra allenata da José Mourinho, senza però fare il suo debutto in partite ufficiali.
Nell'estate del 2009 va in prestito al Crotone. Nell'esperienza in Calabria Mei scende in campo in una sola occasione, nella gara di Coppa Italia contro l'Ascoli.
Ritornato all'Inter, nel mese di gennaio si trasferisce, sempre in prestito, al Lumezzane in Prima Divisione, dove disputa 8 partite in campionato e vince la Coppa Italia Lega Pro.
Nell'estate del 2010 viene ceduto insieme a Luca Tremolada in comproprietà al Piacenza, in cambio di Andrea Lussardi e Matteo Colombi. Fa il suo debutto con la maglia biancorossa nel secondo turno di Coppa Italia nella vittoria per 5-3 contro la Virtus Lanciano. A fine stagione totalizza 14 presenze in campionato con la maglia del Piacenza.
Ritornato all'Inter, nel luglio 2011 si aggrega in prova alla prima squadra del VVV-Venlo, club militante Eredivisie. Il 5 agosto la squadra olandese annuncia l'acquisizione del giocatore in prestito con opzione di acquisto. Fa il suo esordio ufficiale con la maglia numero 4 alla prima di campionato, il giorno seguente, nella sfida contro l'Utrecht rimediando un'ammonizione.
Dopo 5 discrete presenze da titolare, a partire dal 17 settembre viene relegato in panchina. Torna in campo il 29 ottobre in NAC Breda-VVV-Venlo 3-1 subentrando all'infortunato Ahmed Musa al minuto 32. Gioca da titolare la sfida successiva, il 5 novembre pareggiata 0-0 contro l'Excelsior. Il 20 novembre in Groningen-VVV-Venlo 2-1, in seguito a un fallo nella propria area, provoca il rigore che porterà al vantaggio degli avversari e rimedia un cartellino rosso diretto. A fine stagione fa ritorno all'Inter.
Nel gennaio 2013 rescinde il suo contratto con l'Inter, rimanendo svincolato fino al 29 luglio 2014, quando trova l'accordo per giocare con il Vis Pesaro, squadra che l'aveva lanciato sul panorama calcistico, militante in Serie D. Debutta con i pesaresi il 7 settembre nella sconfitta 2-0 in casa dell'Amiternina. Dopo il debutto non scende più in campo fino a quando, a inizio dicembre, rescinde il contratto con i pesaresi restando svincolato.
La stagione successiva resta in Serie D, trasferendosi al Fano, squadra con la quale si era allenato già sul finire della stagione precedente dopo la rescissione con la Vis Pesaro. Fa il suo debutto con il Fano il agosto nella sconfitta per 5-1 in casa della Feralpisalò valida per il primo turno di Coppa Italia. Iniziata la stagione come riserva, si conquista il posto da titolare in seguito all'infortunio di Torta. Chiude l'annata, nella quale il Fano chiude il campionato al secondo posto vincendo poi i play-off del proprio girone, con 14 presenze in campionato e 1 in Coppa Italia.
La stagione successiva si trasferisce al Tropical Coriano, squadra militante nella Promozione emiliano-romagnola. Fa il suo debutto con i romagnoli il 28 agosto 2016 nella vittoria per 2-0 in casa della Giovane Cattolica nella prima giornata del primo turno della Coppa Italia di Promozione. Segna la sua prima rete romagnola, nonché sua prima rete in carriera, il 18 settembre nella partita vinta 2-0 contro il Bakia Cesenatico. Dopo 13 presenze ed 1 rete in campionato e 3 presenze in coppa Italia nel mese di dicembre lascia la squadra, trasferendosi all'Urbania, squadra militante nell'Eccellenza marchigiana. Fa il suo debutto con i biancorossi il 19 dicembre nel pareggio 1-1 in casa della Pergolese. Con l'Urbania ottiene la salvezza ai play-out. La stagione successiva si accasa all'Atletico Alma, neopromosso in Eccellenza. Segna la sua prima rete con i marchigiani il 2 dicembre 2017 nella vittoria per 2-1 sul campo del Camerano. Chiude il campionato con una rete in 30 presenze.

### Nazionale
Mei vanta 11 presenze con le nazionali giovanili italiane tra il 2004 e il 2006, quando militava nelle giovanili dell'Inter, in particolare vanta 6 presenze con la Under-16, 1 con l'Under-17 e due ciascuno con l'Under-18 e l'Under-19.

## Statistiche

### Presenze e reti nei club
| Stagione        | Squadra          | Campionato      | Campionato | Campionato | Coppe nazionali | Coppe nazionali | Coppe nazionali | Coppe continentali | Coppe continentali | Coppe continentali | Totale | Totale |
| Stagione        | Squadra          | Comp            | Pres       | Reti       | Comp            | Pres            | Reti            | Comp               | Pres               | Reti               | Pres   | Reti   |
| --------------- | ---------------- | --------------- | ---------- | ---------- | --------------- | --------------- | --------------- | ------------------ | ------------------ | ------------------ | ------ | ------ |
| 2008-2009       | Inter            | A               | 0          | 0          | CI              | 0               | 0               | UCL                | 0                  | 0                  | 0      | 0      |
| 2009-gen. 2010  | Crotone          | B               | 0          | 0          | CI              | 1               | 0               | -                  | -                  | -                  | 1      | 0      |
| gen.-giu. 2010  | Lumezzane        | PD              | 8          | 0          | CI+CI-LP        | 0+3             | 0               | -                  | -                  | -                  | 11     | 0      |
| 2010-2011       | Piacenza         | B               | 14         | 0          | CI              | 1               | 0               | -                  | -                  | -                  | 15     | 0      |
| 2011-2012       | VVV-Venlo        | E               | 11         | 0          | CO              | 0               | 0               | -                  | -                  | -                  | 11     | 0      |
| 2012-gen. 2013  | Inter            | A               | 0          | 0          | CI              | 0               | 0               | UEL                | 0                  | 0                  | 0      | 0      |
| Totale Inter    | Totale Inter     | Totale Inter    | 0          | 0          |                 | 0               | 0               |                    | -                  | -                  | 0      | 0      |
| ago.-dic. 2014  | Vis Pesaro       | D               | 1          | 0          | CI-D            | 0               | 0               |                    | -                  | -                  | 1      | 0      |
| 2015-2016       | Fano             | D               | 14         | 0          | CI+CI-D         | 1+0             | 0               |                    | -                  | -                  | 15     | 0      |
| lug.-dic. 2016  | Tropical Coriano | Prom.           | 13         | 1          | CI Prom.        | 3               | 0               |                    | -                  | -                  | 16     | 1      |
| dic. 2016-2017  | Urbania          | Ecc.            | 11+1       | 0          |                 | -               | -               |                    | -                  | -                  | 12+    | 0      |
| 2017-2018       | Atletico Alma    | Ecc.            | 30         | 1          | CI Dil.         | 2+              | 0               |                    | -                  | -                  | 32+    | 1      |
| 2018-2019       | Atletico Alma    | Ecc.            | 4          | 0          | CI Dil.         | 0               | 0               |                    | -                  | -                  | 4      | 0      |
| Totale carriera | Totale carriera  | Totale carriera | 107+       | 2          |                 | 11+             | 0               |                    | -                  | -                  | 118+   | 2      |

## Palmarès

### Club

#### Competizioni giovanili
- Campionato Primavera: 1

Inter: 2006-2007

#### Competizioni nazionali
- Coppa Italia Lega Pro: 1

Lumezzane: 2009-2010